# Natasha Morrison
Pour les articles homonymes, voir Morrison.
Natasha Morrison (née le 17 novembre 1992) est une athlète jamaïcaine, spécialiste des épreuves de sprint.

## Biographie
Elle participe aux championnats du monde 2015, à Pékin, où elle se classe septième de l'épreuve du 100 m, en 11 s 02 après avoir porté son record personnel à 10 s 96 en demi-finale. Alignée également sur 4 × 100 m, elle remporte en tant que deuxième relayeuse le titre mondial en compagnie de Veronica Campbell-Brown, Elaine Thompson et Shelly-Ann Fraser-Pryce. L'équipe de Jamaïque établit à cette occasion un nouveau record des championnats en 41 s 07.

## Palmarès
| Date | Compétition                              | Lieu         | Résultat | Épreuve   | Temps                    |
| ---- | ---------------------------------------- | ------------ | -------- | --------- | ------------------------ |
| 2011 | Championnats panaméricains juniors       | Miramar      | 2e       | 4 × 100 m | 45 s 37                  |
| 2015 | Relais mondiaux de l'IAAF                | Nassau       | 1re      | 4 × 100 m | [ 2 ]                    |
| 2015 | Championnats du monde                    | Pékin        | 7e       | 100 m     | 11 s 02                  |
| 2015 | Championnats du monde                    | Pékin        | 1re      | 4 × 100 m | 41 s 07                  |
| 2017 | Relais mondiaux de l'IAAF                | Nassau       | 2e       | 4 x 100 m | 42 s 95                  |
| 2017 | Championnats du monde                    | Londres      | 3e       | 4 x 100 m | 42 s 19                  |
| 2018 | Jeux du Commonwealth                     | Gold Coast   | 5e       | 100 m     | 11 s 31                  |
| 2018 | Jeux du Commonwealth                     | Gold Coast   | 2e       | 4 × 100 m | 42 s 52                  |
| 2018 | Jeux d'Amérique centrale et des Caraïbes | Barranquilla | 1re      | 4 x 100 m | 43 s 41                  |
| 2019 | Relais mondiaux de l'IAAF                | Yokohama     | 2e       | 4 x 100 m | 43 s 29                  |
| 2019 | Jeux panaméricains                       | Lima         | 6e       | 100 m     | 11 s 40                  |
| 2019 | Jeux panaméricains                       | Lima         | 5e       | 4 x 100 m | 43 s 74                  |
| 2019 | Championnats du monde                    | Doha         | 1re      | 4 x 100 m | séries                   |
| 2021 | Jeux olympiques                          | Tokyo        | 1re      | 4 x 100 m | Participation aux séries |
| 2022 | Championnats NACAC                       | Freeport     | 3e       | 100 m     | 11 s 11                  |
| 2022 | Championnats NACAC                       | Freeport     | 3e       | 4 x 100 m | 43 s 39                  |
| 2023 | Championnats du monde                    | Budapest     | 2e       | 4 x 100 m | 41 s 21                  |

## Records
| Épreuve | Temps   | Lieu  | Date          |
| ------- | ------- | ----- | ------------- |
| 100 m   | 10 s 87 | Miami | 24 avril 2021 |